# Бокачевка
Бокачевка — хутор в Обливском районе Ростовской области, в составе Алексеевского сельского поселения, бывшая станица Краснощёковская.

## География
Хутор расположен в степи, на левом берегу реки Машка, на высоте около 100 метров над уровнем моря. Рельеф местности холмисто-равнинный, от долины Машки отходит несколько балок. Почвы тёмно-каштановые солонцеватые и солончаковые.
По автомобильным дорогам расстояние до областного центра города Ростова-на-Дону составляет 360 км, до Волгограда — 200 км, до районного центра станицы Обливской — 38 км, до ближайшего города Суровикино Волгоградской области — 66 км, до административного центра сельского поселения хутора Алексеевский — около 9 км.
Часовой пояс
Бокачевка, как и вся Ростовская область, находится в часовой зоне МСК (московское время). Смещение применяемого времени относительно UTC составляет +3:00.

## История
Станица Краснощековская относилась ко Второму Донскому округу Области Войска Донского. Станица была образована на государственных землях в начале XX века, названа в честь генерал-майора Ф. И. Краснощёкова. Согласно алфавитному списку населенных мест Области войска Донского 1915 года в станице Краснощёковской проживало 569 душ мужского и 490 женского пола, земельный надел станицы составлял 6026 десятин, в станице имелись станичное и хуторское правления, школа.
Согласно Всесоюзной переписи населения 1926 года в хуторе Краснощёков Краснощёковского сельсовета Обливского района Шахтинско-Донецкого округа Северо-Кавказского края проживало 169 человек, все великороссы, из них казаков — 84. Дата переименования в Бокачевку не установлена.

## Население
Динамика численности населения
| 1915 | 1926 | 1987 |
| ---- | ---- | ---- |
| 1059 | 169  | ≈90  |

| 2010 |
| ---- |
| 56   |